# 백종환 (축구 선수)
백종환(白鐘煥, 1985년 4월 18일 ~ )은 대한민국의 축구 선수이며 포지션은 풀백이다.

## 축구인 생활

### 선수
2008년 K리그 신인 드래프트에서 제주 유나이티드에 지명되며 프로 무대에 입문하였으며, 신인임에도 간간이 경기 출전기회를 얻기는 했으나, 당시 제주 감독이었던 알툴 감독이 지휘봉을 내려놓고 박경훈 감독이 취임한 후에는 출전시간이 크게 줄었다.
결국 주전으로 뛸 수 있을 팀을 찾기로 했고, 인천대학교 시절 은사였던 구상범 감독이 스카우터로 몸담고 있었던 강원 FC로 이적하였다.
2013년 군복무를 위해 상주 상무에 입단하였고, 팀의 2013시즌 리그 우승과 K리그 클래식 승격을 이끌어냈다.
2015시즌 말 전역해 강원으로 복귀하였으며, 2016시즌 팀의 주장으로 선임되어 팀의 K리그 클래식 승격을 기여하였으며, 2017시즌에도 주장으로 유임되 팀의 첫 상위 스플릿 진입을 이끌었다.
2018시즌을 앞두고 대전 시티즌으로 이적하였다.

## 논란
2013년 백종환은 친정팀 강원 FC와의 승강 플레이오프 1차전에 출전하였었는데, 강원 구단 측에서 군경팀에 입대하여 병역 의무를 수행하고 있는 선수들의 경우 원 소속팀과의 경기에서는 출전할 수 없도록 한국프로축구연맹 이사회에서 의결한 바 있고, 강원과 상주 역시 백종환에 대한 임대계약서를 작성하면서 이러한 내용을 명기했다며 백종환의 출전에 이의를 제기했으며, 이러한 무자격선수가 출전한 상주에게 몰수패가 주어져야 한다고 주장했다.
이에 대해 프로축구연맹 측은 군팀 소속 선수들이 원소속팀과의 경기에 출전할 수 없는 것은 맞으나, 선수들이 대거 전역하는 9월 이후에는 선수단 규모가 크게 줄어드는데 여기에 출전불가 규정을 적용하면 선수단 운용에 애로가 많아지기 때문에 해당 규정을 적용하지 않는다고 밝혔지만, 문제는 9월 이후 출전이 가능하다는 걸 계약내용에 삽입하지 않은 계약서로 구단 양측이 임대계약을 체결했고, 이 임대계약에 대해 연맹이 승인했다는 점이였으며, 심지어 승인 날짜가 해당 규정을 의결한 이후 날짜였기에, 즉 계약서상으로 보면 강원의 주장대로 백종환은 강원과의 승강플레이오프 1차전에 출전이 불가능한 게 맞았다는 것으로 드러나면서 연맹의 허술한 일처리 능력이 도마 위에 오르기도 하였다. 하지만 연맹은 끝내 강원 구단의 이의제기를 기각했다.

## 수상

### 클럽

#### 상주 상무
- K리그 챌린지
  - 우승 1회 : 2013